# Helena Nordheimová
Helena Nordheimová (1. srpen 1903 Amsterdam – 2. července 1943 vyhlazovací tábor Sobibor) byla nizozemská sportovní gymnastka. Soutěžila také pod jménem Lea Nordheimová.
Byla členkou týmu BATO Amsterdam. Byla nominována do nizozemské reprezentace pro Letní olympijské hry 1928, kde měla premiéru soutěž ženských gymnastických družstev. Domácí gymnastky zvítězily se ziskem 316,75 bodu před Italkami a získaly tak pro Nizozemsko první olympijské zlato v ženské soutěži. Nordheimová se také zúčastnila gymnastického mistrovství Nizozemska v roce 1928, kde obsadila ve víceboji šesté místo.
Po ukončení sportovní kariéry pracovala v kadeřnictví. Provdala se za Abrahama Kloota a měli dceru Rebeku. Pro židovský původ byla Nordheimová roku 1943 uvězněna v internačním táboře Westerbork a odtud transportována do Sobiboru, kde záhy s celou rodinou zahynula v plynové komoře. V roce 1997 byla se svými týmovými kolegyněmi posmrtně uvedena do Mezinárodní síně slávy židovského sportu v Netanji.